# Szovjet invázió Hszincsiangban
Hszincsiang szovjet megszállása (    ) a Szovjetunió katonai kampánya volt a kínai északnyugati Hszincsiang régióban 1934-ben. A fehérorosz erők segítették a szovjet Vörös Hadsereget . 1934-ben két, mintegy 200,000 fős szovjet GPU-katonából álló dandár, tankokkal, repülőgépekkel és mustárgázzal támogatott tüzérséggel, átlépte a határt Hszincsiang feletti ellenőrzés megszerzésében.[8]
Koai sikerei ellenére Zhang erőit lerohanták Kuljában és Chuguchaknál, és a Muzart-hágónál vívott csata után öngyilkos lett, hogy elkerülje az elfogást.
Ma Zhongyingot fehérorosz, mongol és kollaboráns kínai erők keveréke üldözte. Miközben visszavonta erőit, Ma Zhongying egy néhány száz katonából álló szovjet páncélautó-oszloppal találkozott Dawan Cheng közelében. A 36. hadosztály szinte az egész hadoszlopot kiirtotta, miután heves közelharcba bocsátkozott a szovjetekkel, és ledöntötte az összetört orosz páncélozott autókat a hegyről. Amikor egy fehér orosz haderő megjelent, Ma Zhongying visszavonult.[14][16][17]
Ma Zhongying a Dawan Cheng-i csata idején próbálta utoljára átvenni a kezdeményezést a megszálló szovjet csapatoktól. Emberei lövészárkokat ástak egy keskeny hegyszorosban, és hetekig akadályozták a szovjet csapatok előrenyomulását. Azonban pozíciói mustárgázos légi bombázásai, amelyek csapatainak körülbelül 20%-át érintették, arra kényszerítették, hogy 1934. február végén visszavonja erőit Dawan Chengből Turpanba.
Hedint és pártját a szovjet és a fehérorosz erők őrizetbe vették Korlában. Hedin személyesen találkozott Volgin tábornokkal. A torguti mongolok és fehéroroszok a szovjet csapatok alatt szolgáltak, és csatlakoztak hozzájuk számos város elfoglalásában.[21]
A fehéroroszok először Davan-csengből, majd Toqsun és Qara-Shahr révén Korlába nyomultak. A Torgut és az orosz hadsereg március 16-án vonult be Korlába. Orosz kozákokat láttak szolgálni a szovjet csapatokban. Ma Zhongying figyelmeztette Sven Hedint, hogy kerülje Dawan Chenget a kínai muszlim és orosz erők közötti csata miatt.[22]
Volgin tábornok ezután találkozott Hedinnel, és szóban támadni kezdte Ma Zhongyinget, mondván: "Ma tábornokot mindenhol utálják és bántalmazzák, és Sinkiangot sivataggá változtatta. De bátor és energikus, és semmihez sem ragad. Nem fél semmitől, akár repülőgépektől, akár nagyobb számoktól. De most egy új korszak kezdődött Sinkiang tartományban. Sheng tábornok van a biztonságban. Shih-ts'ai megszervezi az adminisztrációt, és újra mindent a lábára tesz.